# تشارلي فينلي
تشارلي فينلي (بالإنجليزية: Charles O. Finley)‏ هو لاعب كرة قاعدة أمريكي، ولد في 22 فبراير 1918 في Ensley (Birmingham) ‏ في الولايات المتحدة، وتوفي في 19 فبراير 1996 في شيكاغو في الولايات المتحدة.

## وصلات خارجية
- تشارلي فينلي على موقع جمعية أبحاث البيسبول الأمريكية (الإنجليزية)
- تشارلي فينلي على موقع الموسوعة البريطانية (الإنجليزية)
- تشارلي فينلي على موقع إن إن دي بي (الإنجليزية)